# Маунтин Пајн (Арканзас)
Маунтин Пајн (енгл. Mountain Pine) град је у америчкој савезној држави Арканзас.

## Демографија
По попису из 2010. године број становника је 770, што је 2 (-0,3%) становника мање него 2000. године.
| Група             | 2000.       | 2010.       |
| Белци             | 548 (71,0%) | 554 (71,9%) |
| Афроамериканци    | 181 (23,4%) | 157 (20,4%) |
| Азијати           | 5 (0,6%)    | 4 (0,5%)    |
| Хиспаноамериканци | 3 (0,4%)    | 25 (3,2%)   |
| Укупно            | 772         | 770         |